# 绍莫吉圣帕尔
绍莫吉圣帕尔（匈牙利語：Somogyszentpál）是匈牙利绍莫吉州所辖的一个村。总面积28.96平方公里，总人口752，人口密度26.0人/平方公里（2011年1月1日）。